# Herbert E. Bragg
Herbert Edward Bragg (* 31. Mai 1903 in Maine, Vereinigte Staaten; † 23. November 1987 in Roanoke) war ein US-amerikanischer Erfinder und Oscar-Preisträger.

## Leben
Herbert E. Bragg hatte sich viele Jahre lang als Erfinder betätigt und mehrere seiner Entwicklungen zum Patent angemeldet. Während des Zweiten Weltkriegs wurde er in das amerikanische Office of Scientific Research and Development berufen, nach dem Krieg zeichnete Bragg als einer der Leiter der Entwicklungsabteilung der Twentieth Century Fox für die Entwicklung des Cinemascope-Verfahrens, einer Weiterentwicklung des Anamorphoskops Henri Chrétiens, verantwortlich und veröffentlichte dazu mehrere Schriften. Für seine bei der Centfox geleisteten Forschungsaktivitäten im Cinemascope-Bereich wurden er, Chrétien und vier Kollegen 1954 mit einem Technik-Oscar ausgezeichnet. Eine weitere Auszeichnung (III. Klasse) gab es für Bragg 1962 „for a system of decompressing and recomposing CinemaScope pictures for conventional aspect ratios“ („für ein System zur Dekomprimierung und Neuzusammenstellung von CinemaScope-Bildern für herkömmliche Seitenverhältnisse“). Er erhielt diese Auszeichnung gemeinsam mit F. D. Leslie, R. D. Whitmore, A. A. Alden, Endel Pool und James B. Gordon sowie Earl Sponable.